# محمد بهلولی
محمد بهلولی (انگلیسی: Mohamed Bahlouli؛ زادهٔ ۱۷ فوریهٔ ۲۰۰۰) بازیکن فوتبال اهل فرانسه است.
از باشگاه‌هایی که در آن بازی کرده‌است می‌توان به باشگاه فوتبال المپیک لیون اشاره کرد.